# Clarkston (Géorgie)
Pour les articles homonymes, voir Clarkston.
Clarkston est une municipalité américaine située dans le comté de DeKalb en Géorgie.
D'abord appelée New Siding, en l'honneur du contremaître du chemin de fer Jake New, la ville adopte par la suite le nom du directeur du Georgia Railroad, W. W. Clark. Clarkston devient une municipalité en 1882.

## Démographie
| 1880 | 1890 | 1900 | 1910 | 1920 | 1930 |
| ---- | ---- | ---- | ---- | ---- | ---- |
| 33   | 271  | 362  | 349  | 501  | 606  |

| 1940 | 1950  | 1960  | 1970  | 1980  | 1990  |
| ---- | ----- | ----- | ----- | ----- | ----- |
| 921  | 1 165 | 1 524 | 3 127 | 4 539 | 5 385 |

| 2000  | 2010  | - | - | - | - |
| ----- | ----- | - | - | - | - |
| 7 231 | 7 554 | - | - | - | - |

Selon le recensement de 2010, Clarkston compte 7 554 habitants. La municipalité s'étend sur 1,09 milles carrés (2,82 km2).